# The Hurting
The Hurting es el primer álbum del grupo inglés Tears for Fears, salió a la venta el 7 de marzo de 1983 bajo el sello de Mercury Records. Fue producido por Chris Hughes y Ross Cullum. La duración total del disco es de 41 minutos y 39 segundos.
El álbum alcanzó el número 1 de la lista de álbumes del Reino Unido en su segunda semana de lanzamiento y fue certificado disco de oro por la BPI a las tres semanas de su publicación. El álbum también entró en el Top 40 en otros países como Canadá, Alemania y Australia. 
The Hurting es un álbum conceptual que se centra en temas como el abuso infantil, el trauma psicológico y la depresión. A pesar de su oscura temática, el álbum fue un gran éxito comercial. Contiene los tres primeros singles de éxito de Tears for Fears: "Mad World", "Change" y "Pale Shelter", que alcanzaron los cinco primeros puestos en el Reino Unido y los 40 primeros a escala internacional. También contiene una nueva versión del primer sencillo de la banda, "Suffer the Children", que se había publicado originalmente en 1981, mientras que la versión del álbum de "Pale Shelter" también es una nueva grabación. 
El álbum fue remasterizado y reeditado en 1999, e incluyó cuatro remezclas como temas extra y un extenso libreto con notas sobre la creación del álbum. El 21 de octubre de 2013 se publicó una reedición con motivo del 30.º aniversario, tanto en doble CD como en caja de lujo de cuatro discos. Para el 40.º aniversario del álbum, en mayo de 2023 se lanzan nuevas remezclas en Blu-ray con sonido Dolby Atmos y surround 5.1 a cargo de Steven Wilson, así como una edición en vinilo remasterizada de la mezcla original.

## Escritura y grabación
Las canciones fueron escritas por Roland Orzabal inspirándose en sus propios traumas infantiles y en las teorías primigenias de Arthur Janov. La mayoría de las canciones se inspiran en los escritos de Janov. "Ideas as Opiates" (Ideas como opiáceos) debe su nombre a un capítulo de su libro de 1980 "Prisoners of Pain" (Prisioneros del dolor), que también influyó directamente en la canción "The Prisoner" (El prisionero). Entre sus influencias musicales figuran Gary Numan, Talking Heads y Peter Gabriel.
Tras haber trabajado con diferentes productores en sus dos primeros singles, reclutaron a Chris Hughes para producir el álbum. El núcleo de la banda, Orzabal y Curt Smith, trabajaron en estrecha y democrática colaboración con los productores Hughes y Ross Cullum, utilizando únicamente ideas con las que los cuatro estaban de acuerdo. Antes del álbum se publicó "Mad World", originalmente pensada como cara b de un single, y se convirtió en un sencillo de éxito. Los dos primeros singles "Suffer the Children" y "Pale Shelter" se volvieron a grabar para el álbum.

## Recepción de la crítica

### Contemporánea
Las críticas contemporáneas del álbum fueron dispares. En la revista Smash Hits, Fred Dellar hizo una crítica positiva del álbum y afirmó que "no hay duda del talento que exhibe". En el NME, Gavin Martin fue mordaz y afirmó que "este disco y otros similares son un tipo de arte terrible e inútil que hace de la autocompasión y la futilidad una propuesta comercial", y que "Tears for Fears y sus oyentes suenan como si se hubieran rendido por completo, retirándose del mundo práctico a una fantasía". Describió la música del álbum como "justo el tipo de escoria cargada de doom que uno esperaría de las letras: doom hueco refrito y recalentado con un poco de Ultravox por aquí, Joy Division diluido vertido por todas partes, y la canción que da título al álbum sonando sospechosamente como uno de los viejos conjuntos pomposos con una marabunta de mellotrones - ¿Barclay James Harvest por casualidad?" Steve Sutherland, de Melody Maker, opinaba que "la terapia primigenia pop de Tears for Fears tiende a deleitarse con la atención que atrae, suena irónicamente feliz de revolcarse en la inspiración en lugar de buscar el exorcismo". Sin embargo, observó que "la fórmula de Tears for Fears -traducir los traumas de la infancia en romance adulto con fanatismo freudiano- es ridículamente trabajada pero, de manera crucial, su letargo lírico se salva por lo que realmente les vende; su invención estructural... sensatamente, su sufrimiento suele controlarse para que suene suave", y que éste era el punto fuerte del disco: "El éxito de The Hurting reside en su falta de fricción, en su seguridad y, a pesar de todas sus afirmaciones de que las relaciones se han deformado más allá de su comprensión, Tears for Fears han creado una obra maestra de seducción".
En Estados Unidos, David Fricke, de Rolling Stone, dijo que "Tears for Fears destacan entre la actual cosecha de grupos de synth-pop identikit por su ingeniosa y elegante composición y su atractivo vaivén rítmico. Es cierto que la angustia adolescente y el romanticismo sombrío y dolorido de los cantantes e instrumentistas Curt Smith y Roland Orzabel [sic] a veces parecen una imitación adecuada de Joy Division, en el mejor de los casos. Pero por cada lapsus de angustia en The Hurting, el álbum de debut del dúo, hay un tema pop embriagador y bailable como "Change"... Puede que Tears for Fears estén demasiado preocupados por sus propios traumas, pero es un testimonio de sus refinados instintos pop que consigan producir tanto placer a partir del dolor".

### Retrospectiva
Las críticas retrospectivas valoraron más positivamente el álbum. En la reedición de 1999 para Q, Andrew Collins dijo: "A pesar de su ocasional mala nota, The Hurting sigue siendo una obra emblemática... un disco pop altamente emocional, en su forma más simple". Bruce Eder, de AllMusic, señaló que el éxito del álbum se debía a "la habilidad de sus creadores para empaquetar un tema desagradable -las psicológicamente desdichadas historias familiares de Roland Orzabal y Curt Smith- en un formato musical atractivo y vendible" y afirmó que "el trabajo es a veces incómodamente personal, pero musicalmente lo bastante convincente como para traerlo de vuelta a través de las décadas".
Para la edición del 30 aniversario en 2013, Danny Eccleston de Mojo reflexionó: "¿Ha habido alguna vez un álbum de pop mainstream más miserable que The Hurting? Incluso cuando está acelerado es sombrío, y en su momento de mayor aventura musical, en el minimalismo cavernoso de 'Ideas as Opiates' y las disonancias retorcidas de 'The Prisoner', es casi insoportablemente desolador...". "Pero en esencia, era pop". Tom Byford, de Record Collector, resumió el álbum como "un exceso de ideas complejas que reflejan una educación problemática casada con melodías inmediatas, contagiosas y tarareables". John Bergstrom, de PopMatters, dijo que "a veces, el enfoque inquebrantable va en detrimento del álbum, ya que las canciones de Orzabal evitan los clichés y la obtusa poesía adolescente que algunos críticos destacaron en el momento del lanzamiento de The Hurting.... Pero parte de la brillantez de Hurting es que esos momentos histriónicos son muy escasos. Más bien, una y otra vez, tal y como las interpretan Orzabal y su covocalista Curt Smith, las palabras conectan a nivel visceral y de forma sincera". Bergstrom calificó el disco de "sencillamente uno de los más sólidos y completos de principios y mediados de los ochenta", destacó su influencia en artistas posteriores como Trent Reznor, Smashing Pumpkins y Arcade Fire, y concluyó: "Los álbumes que resultan ser especiales, influyentes y revolucionarios en su momento, y también en épocas posteriores, son muy escasos. Treinta años después, hay pocas dudas sobre el lugar que ocupa The Hurting".
Al menos tres de las canciones de este álbum en particular fueron sampleadas por uno de los artistas de R&B más mainstream. "Memories Fade" fue reelaborada por Kanye West en su álbum 808s & Heartbreak para convertirla en "Coldest Winter". "Pale Shelter" fue sampleada por The Weeknd en la canción "Secrets" de su álbum Starboy. "Ideas as Opiates" fue sampleada por Drake en la canción Lust for Life, de su mixtape So Far Gone. 
Mad World fue versionada por Michael Andrews y Gary Jules originalmente para la banda sonora de Donnie Darko, pero más tarde se lanzó con éxito como single, encabezando las listas de singles del Reino Unido. 

## Títulos
1. The Hurting (4.20)
2. Mad World (3.35), single en 1982
3. Pale Shelter (4.34), single, primera versión en 1982 y reeditado en 1985, segunda versión en 1983
4. Ideas As Opiates (3.45)
5. Memories Fade (5.06)
6. Suffer The Children (3.52), single, primera versión en 1981 y reeditado en 1985
7. Watch Me Bleed (4.17)
8. Change (4.14), single en 1983
9. The Prisoner (2.55)
10. Start Of The Breakdown (5.00)

## Sencillo fuera del álbum
- The way you are, 1983